# Council Skies
Council Skies é o quarto álbum de estúdio da banda de rock inglesa Noel Gallagher's High Flying Birds . Produzido por Gallagher e pelo engenheiro  Paul Stacey, foi lançado em 2 de junho de 2023, pela gravadora de Noel, Sour Mash Records.
É o primeiro álbum que Gallagher gravou em seu próprio estúdio de gravação: Lone Star Studios, com sessões de cordas ocorrendo no Abbey Road Studios em abril de 2022.

## Antecedentes
Gallagher começou a fazer uma demo do álbum no final de 2021, com sessões começando no Lone Star Studios em janeiro de 2022.
Johnny Marr ex-membro dos The Smiths, participa de três faixas do álbum, incluindo o primeiro single "Pretty Boy".
Gallagher descreveu o álbum como "voltar as origens" e "Sonhar acordado, olhar para o céu e se perguntar como a vida poderia ser…". Ao discutir o título do álbum, Gallagher disse: "O título vem de um livro do artista Pete McKee . Eu estava escrevendo a música que se tornaria Council Skies, mas não se chamava Council Skies ainda. Há um trecho na música quando eu estava escrevendo, onde faltava uma frase - eu não sabia qual seria essa frase." Ele continuou dizendo: “Acontece que o livro de Pete estava na minha mesa de centro em casa. Então liguei para ele e disse: Posso usar este título? as coisas começaram a se encaixar.
A arte da capa foi feita por Kevin Cummins e apresenta o equipamento ao vivo da banda montado em um cruzamento do antigo estádio de futebol Maine Road do Manchester City, equipe da qual Noel é torcedor, e estádio onde o músico fez lendários shows com o Oasis.
O álbum estreou na segunda posição das paradas do Reino Unido, após uma semana de vendas equilibradas com a banda Foo Fighters que impediu o décimo primeiro número 1 na parada britânica a Gallagher.

## Recepção da critica
| Críticas profissionais | Críticas profissionais |
| Pontuações agregadas   | Pontuações agregadas   |
| Fonte                  | Avaliação              |
| ---------------------- | ---------------------- |
| Metacritic             | 81/100                 |
| Avaliações da crítica  |                        |
| Fonte                  | Avaliação              |
| Allmusic               | 4.5 de 5 estrelas.     |
| NME                    | 4 de 5 estrelas.       |

Council Skies recebeu elogios da crítica musical . No Metacritic, que atribui uma classificação normalizada de 100 às resenhas de publicações, o álbum recebeu uma pontuação média de 81 com base em 11 resenhas, indicando "aclamação universal".
O álbum gerou criticas mais favoráveis em relação aos últimos trabalhos lançados por Noel que se caracterizavam por um som mais experimental, dance e psicodélico.
As composições de Noel foram comentadas como um retorno as origens, de forma mais otimista como seus clássicos noventistas. Noel explicou que escreveu as canções no período de confinamento causado pela Pandemia de COVID-19, e que suas composições são naturalmente otimistas.

## Lista de músicas
| N.º            | Título                                                | Duração |  |
| 1.             | "I'm Not Giving Up Tonight"                           |         |  |
| 2.             | "Pretty Boy"                                          |         |  |
| 3.             | "Dead to the World"                                   |         |  |
| 4.             | "Open the Door, See What You Find"                    |         |  |
| 5.             | "Trying to Find a World That's Been and Gone: Part 1" |         |  |
| 6.             | "Easy Now"                                            |         |  |
| 7.             | "Council Skies"                                       |         |  |
| 8.             | "There She Blows!"                                    |         |  |
| 9.             | "Love Is a Rich Man"                                  |         |  |
| 10.            | "Think of a Number"                                   |         |  |
| Duração total: | Duração total:                                        | 42:31   |  |

##### Faixa bônus na edição física
| N.º | Título                             | Duração |  |
| 11. | "We're Gonna Get There In the End" |         |  |

A versão Deluxe do álbum contém um cover da canção "Mind Games" de John Lennon, e uma versão remix de Pretty Boy feita por Robert Smith do The Cure, além de remixes para as faixas Think of a Number e I'm Not Giving Up Tonight.
A versão ainda contém performances ao vivo das canções 'Flying on the Ground' (presente na coletânea Back The Way We Came), 'Live Forever' (presente no álbum de estreia do Oasis) e 'You Ain't Goin' Nowhere' (Cover de Bob Dylan) gravadas no Radio 2 Session da BBC Radio

## Paradas
| País/Paradas (2011)                         | Melhor posição |
| ------------------------------------------- | -------------- |
| Austrália (ARIA Charts)                     | 72             |
| Áustria (Ö3 Austria Top 40)                 | 13             |
| Escócia (Scottish Singles and Albums Chart) | 2              |
| Espanha (PROMUSICAE)                        | 33             |
| França (SNEP)                               | 28             |
| Estados Unidos (Billboard 200)              | 20             |
| Irlanda (Irish Albums Chart)                | 2'             |
| Itália (FIMI)                               | 18             |
| Japão (Oricon)                              | 10             |
| Reino Unido (UK Albums Chart)               | 2              |